# George Stigler
George Joseph Stigler (Seattle, 17 gennaio 1911 – Chicago, 1º dicembre 1991) è stato un economista statunitense, figura di spicco della Scuola di economia di Chicago.

## Biografia
Stigler nacque a Seattle, nello stato di Washington, e frequentò l'Università del Washington e la Northwestern University. Nel 1938 conseguì il dottorato di ricerca presso l'Università di Chicago. Durante la seconda guerra mondiale effettuò lavoro di ricerca in matematica e statistica per il Progetto Manhattan presso la Columbia University Stigler prese parte alla fondazione della Mont Pelerin Society di cui è stato presidente dal 1976 al 1978. Vinse il Premio Nobel per l'economia nel 1982 e ricevette la National Medal per le Scienze nel 1987.
L'intera esperienza di Stigler è stata influenzata dalla sua profonda amicizia con Milton Friedman, altro esponente della Chicago School of Economics.  Stigler viene ricordato - oltre che per l'incessante ricerca nel campo della storia del pensiero economico - per il contributo allo sviluppo della teoria economica della regolamentazione, secondo la quale gruppi di interesse e altri attori politici piegano il potere regolatorio e coercitivo dell'esecutivo per plasmare le leggi e le normative dello Stato in modi confacenti ai loro interessi (cattura del regolatore). Questa teoria è parte integrante della branca economica detta della Public Choice.